# (205) Martha
(205) Martha és un asteroide pertanyent al cinturó d'asteroides descobert el 13 d'octubre de 1879 per Johann Palisa des de l'observatori de Pula (Croàcia).
Està nomenat així per Martha, un personatge de la Bíblia.